# Петербургская академия наук
Петербургская академия наук (Императорская академия наук; ИАН) — принятое в литературе обобщённое название Императорской академии наук (1724—1917) в Санкт-Петербурге, первого высшего научного учреждения Российской империи.

## История
Академия наук в России была основана 28 января (8 февраля) 1724 года указом Петра I.
В мае 1917 года академики предложили новое название — Российская академия наук (РАН), которое впоследствии было утверждено Временным правительством и вступило в силу в октябре 1917 года.
Официальные названия академии до Февральской революции 1917 года [в квадратных скобках — действовавшие уставы и регламенты]:
- 1724 — Академия наук и художеств в Санкт-Петербурге [1724 — Проект Положения об учреждении Академии, 1726 — Указ о создании Академии]
- 1747 — Императорская академия наук и художеств в Санкт-Петербурге [1747 — Регламент]
- 1803 — Императорская академия наук (ИАН) [1803 — Регламент]
- 1836 — Императорская Санкт-Петербургская академия наук [1836 — Устав]
- 1841 — присоединение Российской академии.

Издательство Императорской Академии наук упоминается уже с 1730-х годов, например, в переводном издании французского генерала Пьера Сюрирей де Сен-Реми «Мемории или Записки артиллерийския» (1733 г.) и в издании атласа Х. Н. Винсгейма (1737 г.).
30 июля 1745 года профессор М. В. Ломоносов при поступлении в Академию принёс торжественную присягу на верность, подписавшись: «Императорской Академии наук Профессор у присяги был и подписуеся». Затем следует запись настоятеля церкви: «вышенаписаннаго профессора Ломоносова к присяге приводил церкви святога апостола Андрея Первозваннаго иерей Григорий Тихонов 1745 года июля 30 дня».

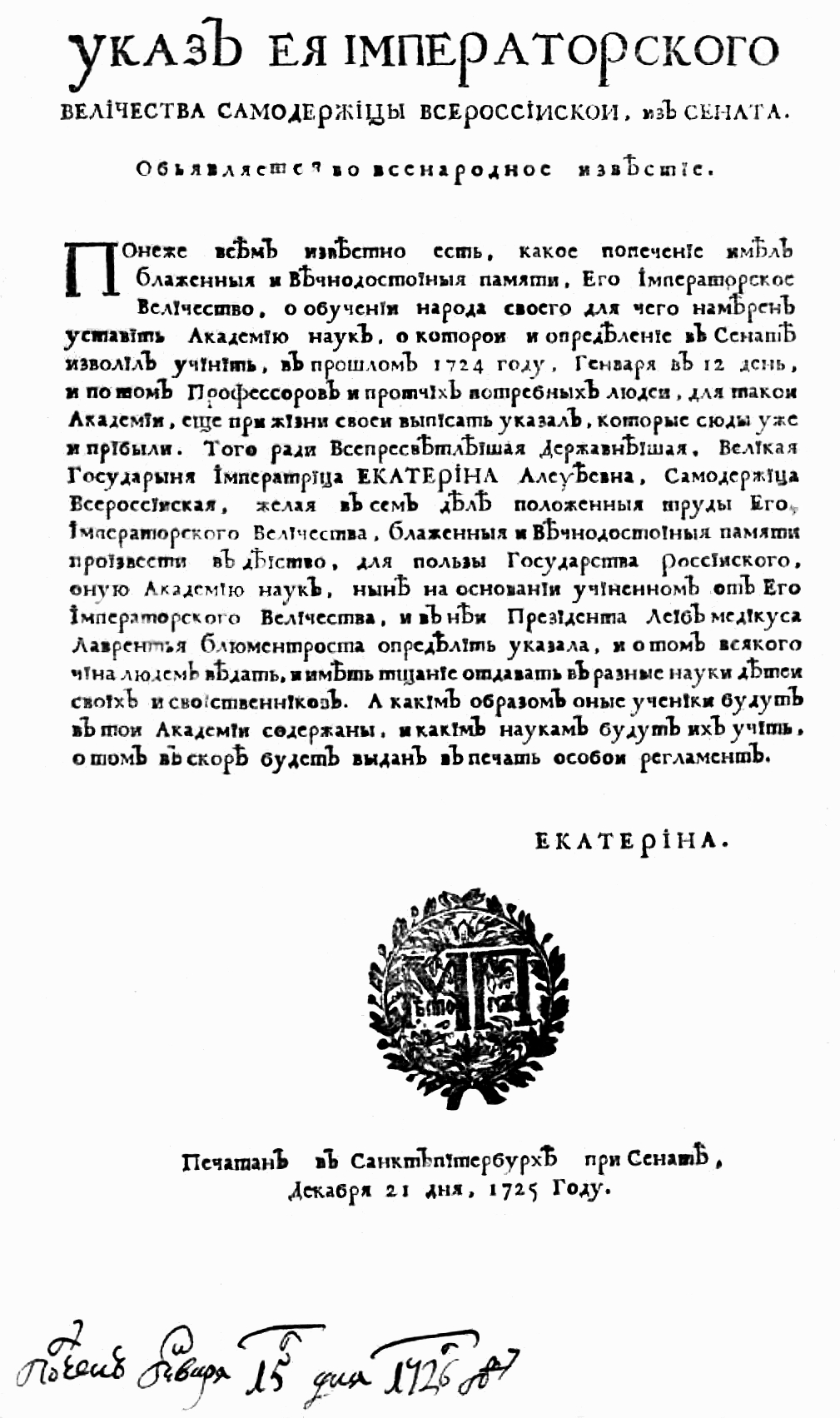
Указ о создании Академии,

До 1747 годы Академия не имела чёткого официального устава. Действовали лишь:
- Именной указ императора Петра I от 22 января (2 февраля) 1724 года об учреждении Академии Наук и Художеств[9] («академии наук и курьезных художеств»[10]) (объявлен из Сената 28 января (8 февраля) 1724 года), с приложением «Проекта учреждения Академии с назначением на содержание оной доходов», составленного Блюментростом по указаниям Петра I с личными резолюциями императора;
- Именной указ императрицы Екатерины I от 23 февраля (6 марта) 1725 года «О приглашении учёных людей в Российскую Академию Наук и о выдачи, желающим ехать в Россию, нужных пособий», данный российскому послу князю А. Б. Куракину;
- Именной указ императрицы Екатерины I от 7 (18) декабря 1725 года «О заведении Академии Наук и о назначении оной президентом лейб-медика Блюментроста» (объявлен из Сената 21 декабря 1725 (1 января 1726) года) и
- Высочайше утверждённый императрицей Анной Иоанновной доклад Академии Наук от 4 (15) февраля 1733 года «О форме печати оной Академии».

4 (15) октября 1727 года — основание Академической типографии.
24 июля (4 августа) 1747 года императрицей Елизаветой Петровной были утверждены «Регламент Императорской Академии Наук и художеств в Санкт-Петербурге» и «Штат Санкт-Петербургской Императорской Академии Наук и художеств», с разделением её собственно на Академию и Университет. С тех пор все официальные названия Петербургской Академии наук фиксировались в уставе (регламенте) и штате.
25 июля (6 августа) 1803 года император Александр I утвердил «Регламент Императорской Академии Наук» и «Примерный Штат Академии Наук».
30 января (11 февраля) 1830 года император Николай I высочайше утвердил дополнительные пункты к «Регламенту Императорской Академии Наук» и «Штат Императорской Академии Наук» (опубликованы Сенатом 19 февраля (3 марта) 1830 года).
8 (20) января 1836 года император Николай I высочайше утвердил «Устав Императорской Санкт-Петербургской Академии Наук» и «Штат Императорской Санкт-Петербургской Академии Наук», а также повелел Академии издавать небольшие труды своих членов в совокупности под заглавием «Записок Императорской Академии Наук».
19 (31) октября 1841 года вышли рескрипт на имя министра народного просвещения и высочайше утверждённое императором Николаем I «Положение об Отделении Русского языка и словесности при Императорской Академии Наук», на основании которого Императорская Российская Академия была присоединена к Императорской Академии Наук в виде особого Отделения Русского языка и словесности.
В марте 1917 года Императорскую Академию Наук по решению Общего собрания было предложено называть Российской академией наук. Распоряжением Временного правительства от 11 (24) июля 1917 года (журнал заседания Временного правительства за № 39) постановлено бывшую Императорскую Академию Наук впредь именовать Российской Академией Наук. Это решение было опубликовано и вступило в законную силу 25 октября (7 ноября) 1917 года. Впоследствии она стала Академией наук СССР и Российской академией наук.
Есть примеры «неуставного» именования академии Императорской Академией Наук в 1760 и 1774 годах (вместо «Санкт-Петербургская Императорская Академия Наук и художеств»), а также в 1890—1901 и 1905 годах (вместо «Императорская Санкт-Петербургская Академия Наук»). Профильная статья в ЭСБЕ (1890—1907) также озаглавлена «Академия наук Императорская (в С.-Петербурге)».

### Создание
Планы Петра I по созданию Академии
Создание Академии наук прямо связано с реформаторской деятельностью Петра I. Мысль о развитии просвещения и о создании Академии наук появилась в самом начале преобразований. Пример Парижской академии, беседы Петра со многими учёными за границей, советы Лейбница, неоднократные представления многих иностранцев, сподвижников Петра, убедили его в необходимости завести академию наук и в России. По утверждению П. П. Пекарского, намерение Петра учредить Академию наук в Петербурге следует отнести ко времени не позже 1720 года.
Одним из многих предложений был поданный Петру 11 (22) июня 1718 года доклад одного из его иноземных сподвижников, Генриха Фика, «О нетрудном воспитании и обучении российских младых детей, чтобы оных в малое время в совершенство поставить». Этот доклад удостоился такой резолюции Петра: «Сделать академию, а ныне приискать из русских, кто учён и к тому склонность имеет, также начать переводить книги юриспруденции и прочия».
Принятие в Парижскую академию также укрепило Петра в его намерении учредить академию. В ответе Парижской академии 18 февраля (1 марта) 1721 года Пётр I, в частности, писал: «Мы ничего больше не желаем, как чтоб через прилежность, которую мы будем прилагать, науки в лучший цвет привесть, себя яко достойного вашей компании члена показать». Поиск персонала для академии предполагалось осуществить привычным способом: вызовом иностранных учёных из-за границы. Средства для академии предполагалось выделить из государственного казначейства. Для академического инвентаря уже существовал задел: книги, доставшиеся в виде трофеев при завоевании Остзейского края и дополненные закупленными Петром за границей, составили существенных размеров библиотеку; а из разнообразных коллекций, полученных Петром во время заграничных путешествий, образовалась Кунсткамера.
Лейб-медику императора Л. Л. Блюментросту было поручено составить проект-положение об академии и университете, рассмотренный и одобренный Петром 22 января (2 февраля) 1724 года. В начале этого доклада формулировались различия между этими двумя учреждениями: университет определялся как «собрание учёных людей, которые наукам… до какого состояния оные ныне дошли, младых людей обучают», академия же — как «собрание учёных и искусных людей, которые не токмо сии науки в своём роде, в том градусе, в котором оные ныне обретаются, знают, но и чрез новые инвенты оные совершить и умножить тщатся». Затем обосновывался тезис о том, что в условиях России раздельное существование этих двух учреждений пользы не принесёт.
В соответствии с проектом Петербургская Академия наук должна была по своей структуре значительно отличаться от западноевропейских академий. Во-первых, она фактически образовывала неразрывное единство с создаваемыми при ней Академическим университетом и гимназией: хотя формально это были отдельные учреждения, но и в состав членов Академии, и в преподавательский штат университета входили одни и те же люди (то есть новая академия должна была совмещать функции научного исследования и обучения). Во-вторых, она представляла собой государственное учреждение, финансировавшееся за счёт казны; её члены, получая жалование, должны были обеспечивать научно-техническое обслуживание государства. При этом обязанности, возлагаемые на академиков (профессоров), были разнообразными: следить за научной литературой и составлять по своей специальности сводки научных результатов, участвовать в еженедельных заседаниях и годичных публичных собраниях Академии, давать научные справки и проверять предлагаемые Академии новые открытия, составлять для студентов курсы по своей науке, читать публичные лекции.
28 января (8 февраля) 1724 года последовал именной указ Сенату «Об учреждении Академии Наук и Художеств». Согласно этому указу, каждый академик должен был составить учебное руководство в пользу учащегося юношества и каждый день по часу заниматься публичным преподаванием своего предмета. Академик должен был подготовить одного или двух воспитанников, которые бы со временем могли заступить на его место, причём Пётр высказал желание, «чтобы такие были выбираемы из славянского народа, дабы могли удобнее русских учить». На содержание академии было выделено 24 912 рублей «из таможенных и лицентных доходов, сбираемых с городов Нарвы, Дерпта, Пернова и Аренсбурга».
Открытие Академии наук

Здание Кунсткамеры как символ Академии наук

После обнародования указа «Об учреждении Академии Наук и Художеств» Л. Л. Блюментрост начал активную переписку, целью которой было приглашение из-за границы в Россию будущих профессоров Академии (единственным профессором первого состава Академии, уже проживавшим к этому времени в России, был ботаник И. Х. Буксбаум, заведовавший Аптекарским огородом при Медицинской канцелярии в Санкт-Петербурге). После кончины Петра I (28 января (8 февраля) 1725 года) вступившая на престол императрица Екатерина I взяла создаваемую Академию под своё покровительство. Воспользовавшись этим, Блюментрост добился, чтобы для проживания академиков и взятых ими студентов Академии был передан отобранный в казну дом опального барона П. П. Шафирова на Васильевском острове.
В течение 1725 года были заключены контракты со всеми профессорами первоначального состава Академии. Постепенно они съезжались в Санкт-Петербург, приступая по приезде к выполнению своих обязанностей. Уже 15 (26) августа 1725 года Блюментрост смог представить императрице в её Летнем дворце нескольких академиков; на этой встрече с обращёнными к императрице приветственными речами выступили академики Я. Герман и Г. Б. Бильфингер. На новой встрече Екатерины I с академиками (24 ноября (5 декабря) 1725 года) она объявила о намерении возвести в академики двух молодых учёных, прибывших в Петербург вместе с Г. Б. Бильфингером в качестве студентов, — Ф. Х. Майера и Х. Ф. Гросса; 29 января (9 февраля) 1726 они были назначены экстраординарными профессорами (то есть академиками без собственной кафедры) соответственно математики и нравоучительной философии.
7 (18) декабря 1725 года последовал именной указ Екатерины I «Об открытии предположенной к учреждению императором Петром Великим Академии наук и о назначении в оную президентом лейб-медика Лаврентия Блюментроста». Открытие Академии состоялось 27 декабря 1725 (7 января 1726) года на проходившем в бывшем доме Шафирова торжественном заседании.
| Состав Петербургской Академии наук на момент открытия | Состав Петербургской Академии наук на момент открытия | Состав Петербургской Академии наук на момент открытия        | Состав Петербургской Академии наук на момент открытия | Состав Петербургской Академии наук на момент открытия | Состав Петербургской Академии наук на момент открытия |
| Академик                                              | Годы жизни                                            | Должность                                                    | Даты                                                  | Даты                                                  | Даты                                                  |
| Академик                                              | Годы жизни                                            | Должность                                                    | подписания контракта                                  | приезда в Петербург                                   | выбытия из Академии                                   |
| ----------------------------------------------------- | ----------------------------------------------------- | ------------------------------------------------------------ | ----------------------------------------------------- | ----------------------------------------------------- | ----------------------------------------------------- |
| Л. Л. Блюментрост                                     | 1692—1755                                             | президент Академии                                           | 25.11.1725                                            | —                                                     | 6.07.1733                                             |
| И. Д. Шумахер                                         | 1690—1761                                             | секретарь по делам Академии                                  | 1725                                                  | 1714                                                  | 2.07.1761                                             |
| Я. Герман                                             | 1678—1733                                             | академик по кафедре высшей математики                        | 08.01.1725                                            | 14.08.1725                                            | 18.11.1730                                            |
| Х. Мартини                                            | 1699—после 1739                                       | академик по кафедре логики и метафизики                      | 13.01.1725                                            | 06.1725                                               | 25.01.1729                                            |
| И. П. Коль                                            | 1698—1778                                             | академик по кафедре красноречия и церковной истории          | 07.02.1725                                            | 1725, лето                                            | август,1727                                           |
| Г. Б. Бильфингер                                      | 1693—1750                                             | академик по кафедре экспериментальной и теоретической физики | 01.03.1725                                            | 14.08.1725                                            | 09.1730                                               |
| Н. Бернулли                                           | 1695—1726                                             | академик по кафедре механики                                 | 1725                                                  | 27.10.1725                                            | 29.07.1726                                            |
| Д. Бернулли                                           | 1700—1782                                             | академик по кафедре физиологии                               | 05.06.1725                                            | 27.10.1725                                            | 24.06.1733                                            |
| Ж. Н. Делиль                                          | 1688—1768                                             | академик по кафедре астрономии                               | 08.06.1725                                            | 02.1726                                               | 23.01.1747                                            |
| И. Х. Буксбаум                                        | 1693—1730                                             | академик по кафедре ботаники                                 | 01.09.1725                                            | 1721                                                  | 11.08.1729                                            |
| Х. Гольдбах                                           | 1690—1764                                             | конференц-секретарь и советник Академии                      | 01.09.1725                                            | 1725                                                  | 18.03.1742                                            |
| М. Бюргер                                             | 1686—1726                                             | академик по кафедре химии и практической медицины            | 09.1725                                               | 13.03.1726                                            | 22.07.1726                                            |
| И. Г. Дювернуа                                        | 1691—1759                                             | академик по кафедре анатомии и зоологии                      | 03.11.1725                                            | 12.1725                                               | 25.05.1740                                            |
| Г. З. Байер                                           | 1694—1738                                             | академик по кафедре греческих и римских древностей           | 03.12.1725                                            | 17.02.1726                                            | 1737                                                  |
| И. С. Бекенштейн                                      | 1684—1742                                             | академик по кафедре правоведения                             | 03.12.1725                                            | 24.06.1726                                            | 05.1735                                               |

Статус — организационный и материальный — первых академиков был различным. По месту в структуре Академии и университета выделялись: президент Академии; секретарь его величества по делам Академии; профессора (возглавляли кафедры); конференц-секретарь Академии; с 1726 года — также экстраординарные профессора и адъюнкты (работали при той или иной кафедре). Академикам было назначено жалованье (весьма значительное по тем временам): в 1726 году годовое жалованье Ж. Н. Делиля составляло 1800 руб., Я. Германа — 1500 руб. (эти двое учёных имели к тому времени европейскую известность и были уже членами других академий), других профессоров — от 500 до 1000 руб., адъюнктов — 300 руб.
В первый период своего существования Академия делилась на три «класса» (отделения), каждый из которых состоял из кафедр:
- математический класс — кафедры: высшей математики; астрономии (с географией и навигацией); механики; физиологии;
- физический класс — кафедры: экспериментальной и теоретической физики; химии и практической медицины; ботаники; анатомии и зоологии;
- гуманитарный класс — кафедры: красноречия и церковной истории; греческих и римских древностей; правоведения; логики и метафизики[20].

При Академии наук были созданы Академический университет (1726—1767) и Академическая гимназия (1726—1805), школы японского (1736—1753) и китайского (1741—1751) языков.
Научно-исследовательские работы профессоров и адъюнктов после обсуждения на заседаниях Академии публиковались в «Комментариях» — периодическом печатном органе Академии наук, издававшемся на латинском языке. Научная деятельность Петербургской Академии наук достаточно быстро получила признание в европейских научных кругах, а «Комментарии» реферировались в немецких, французских и голландских научных журналах. Сложились прочные научные связи Петербургской Академии наук с другими академиями и научными обществами.

### Академия в XVIII веке
Кандидатом на пост Президента Академии являлся первый российский востоковед Дмитрий Кантемир.
Первым Президентом Академии был назначен медик Лаврентий Блюментрост. Заботясь о соответствии деятельности Академии мировому уровню, он — по указанию Петра I — пригласил в неё иностранных учёных — как уже известных, так и подававшую надежды научную молодёжь. В число первых академиков вошли: математики Якоб Герман, Николай и Даниил Бернулли, Христиан Гольдбах, физик Георг Бюльфингер, астроном и географ Жозеф Делиль; в 1727 году членом Академии стал Леонард Эйлер. Единственным уроженцем России среди академиков первого состава был сам президент Академии.
Для размещения Академии Екатерина I предоставила два корпуса на Васильевском острове: строящееся здание Кунсткамеры и расположенный рядом дворец царицы Прасковьи Федоровны (ум. 1723). В бывшем дворце помещались зал Академического собрания, Географический департамент, Художественные палаты, архив и типография. В 1820 году здание за ветхостью было разобрано и на его месте был построен пакгауз Петербургской таможни, в котором в настоящее время размещается Зоологический музей Зоологического института РАН (Университетская наб., 1).

#### Русификация
Первым российским президентом Академии стал граф К. Г. Разумовский, назначенный на это пост в 1746 году. Первыми русскими академиками стали С. П. Крашенинников, М. В. Ломоносов, В. К. Тредиаковский, а позже астрономы Н. И. Попов, С. Я. Румовский, П. Б. Иноходцев, натуралисты И. И. Лепехин, Н. Я. Озерецковский, В. Ф. Зуев и др.
Однако Академия всё равно воспринималась как «немецкая», а её текущая документация длительное время после Ломоносова велась на иностранных языках. Со дня основания и до 1733 года протоколы Академии велись на латинском языке, в 1734—1741 годах — на немецком, в 1742—1766 годах — вновь на латинском, в 1767—1772 годах — вновь на немецком, а с 1773 года — на французском.

#### Почётные члены
В XVIII в. почётными членами и членами-корреспондентами стали более 160 иностранных учёных (Ф. Вольтер, Д. Дидро, Ж. Даламбер, К. Линней, Б. Франклин и другие). В свою очередь, почётными членами зарубежных академий стали Л. Эйлер, М. В. Ломоносов, И. И. Лепёхин, С. Я. Румовский, П. С. Паллас.

#### Учреждения ИАН
| Учреждения Императорской академии наук | Учреждения Императорской академии наук | Учреждения Императорской академии наук | Учреждения Императорской академии наук | Учреждения Императорской академии наук |
| Название                               | Год основания                          | Первый руководитель                    | Примечания |                                        |
| -------------------------------------- | -------------------------------------- | -------------------------------------- | --- | -------------------------------------- |
| Ботанический сад                       | 1713                                   | Арескин Р. К.                          | Изначально носил название Аптекарского огорода, в 1735 году переименован в Медицинский сад. Согласно первому печатному каталогу 1736 года сад включал 1275 видов растений. В 1798 году получил название Ботанического сада. В 1813—1823 годах сад перешёл в ведомство Императорской медико-хирургическая академии, директор — Я. В. Петров. С 1823 года сод был расширен и получил статус Императорского, войдя в Министерство императорского двора, директор — Ф. Б. Фишер. Сад освобождался от необходимости разводить лекарственные растения и сосредоточился на ландшафтных культурах и декоративном садоводстве. |                                        |
| Кунсткамера                            | 1714                                   | Арескин Р. К.                          | В здании размещались обширные собрания коллекционных редкостей разнообразной тематики. Администрация и персонал академии занимал это здание в 1728—1789 годах. В 1836 году образованы Этнографический и Анатомический музеи, которые в 1878 были объединены в единый Музей антропологии и этнографии. |                                        |
| Библиотека                             | 1714                                   | Арескин Р. К.                          | С 1728 и по 1925 год библиотека размещалась в здании Кунсткамеры. |                                        |
| Академический университет              | 1726                                   |                                        | Высшее учебное заведение подготовки кадров для Академии наук. |                                        |
| Академическая гимназия                 | 1726                                   | Байер Г. З.                            | Образовательное учреждение для подготовки учащихся к поступлению в Академический университет. |                                        |
| Типография                             | 1727                                   | Миллер Г. Ф.                           | типография состояла из двух отделений — русского и иностранного. C 1728 года издаётся первая регулярная российская газета — Санкт-Петербургские ведомости |                                        |
| Архив академии наук                    | 1728                                   | Миллер Г. Ф.                           | Хранилище документов академии |                                        |
| Российская академия                    | 1783                                   | Дашкова Е. Р.                          | Литературная академия по изучению русского языка и словесности. В 1841 году академия была преобразована во II Отделение Императорской академии Наук. |                                        |
| Азиатский музей                        | 1818                                   | Френ Х. Д.                             | В 1818—1861 годах музей размещался в здании Кунсткамеры, потом переехал в новое здание Академии наук. Позже Азиатский музей располагался в особняке по адресу Тифлисская ул., д 1. В советское время музей размещался в здании Библиотеки АН, а с 1949 года в Ново-Михайловском дворце. |                                        |
| Зоологический и зоотомический музей    | 1832                                   | Брандт Ф. Ф.                           | Музей образован из зоологического кабинета Кунсткамеры, в 1882 году занимал 32 зала, в которых было выставлено свыше 40 тысяч экспонатов. С 1901 года зоологический музей размещался в музейном флигеле Академии наук. |                                        |
| Археографические комиссии              | 1834                                   | Строев П. М.                           | Комиссия размещалась в здании Министерства народного просвещения, в 1903 году получила статус императорской. В советское время на базе археографических комиссий образовался ряд институтов — Институт истории, Институт истории материальной культуры и Институт археологии. |                                        |
| Ботанический музей                     | 1835                                   | Триниус К. Б.                          | Музей берёт своё начало с коллекции гербария Кунсткамеры |                                        |
| Минералогический музей                 | 1836                                   | Гельмерсен Г. П.                       | Музей образован из Минералогического кабинета Кунсткамеры., с 1898 года назывался Геологическим музеем (Геологический музей имени Петра I). В советское время фонды музея переехали в Москву и стали основой Минералогического музея им. Ферсмана, Рудно-петрографического музея и Палеонтологического музея. |                                        |
| Обсерватория                           | 1839                                   | Струве В. Я.                           | Обсерватория является дальнейшим развитием обсерватории Академии наук, располагавшейся с 1735 года в здании Кунсткамеры |                                        |
| Пушкинский Дом                         | 1905                                   | Котляревский Н. А.                     | Образован при активном участии Б. Л. Модзалевского. С 1927 года располагается в здании портовой таможни |                                        |

### Академия в XIX веке

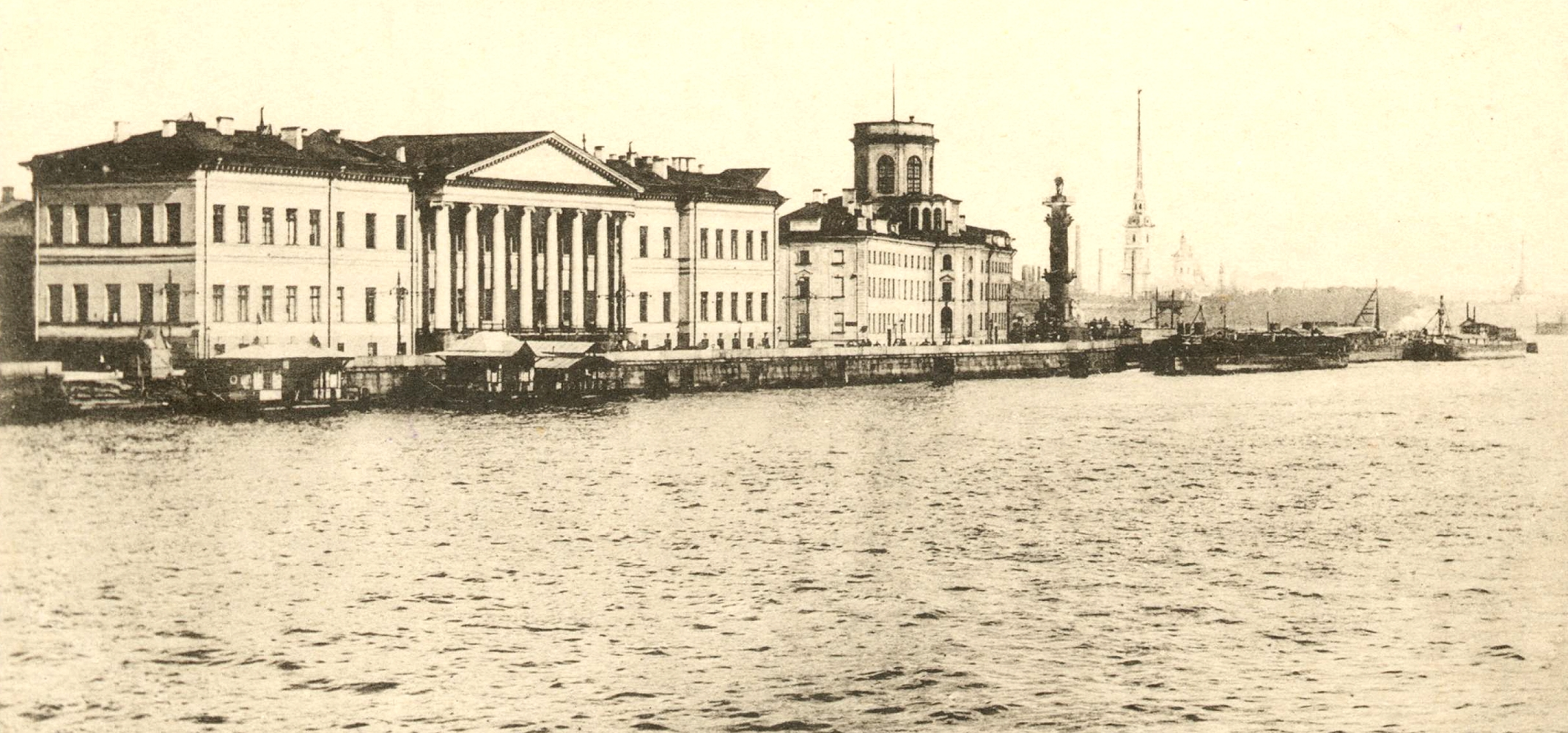
Здание Императорской Санкт-Петербургской академии наук (ИАН)

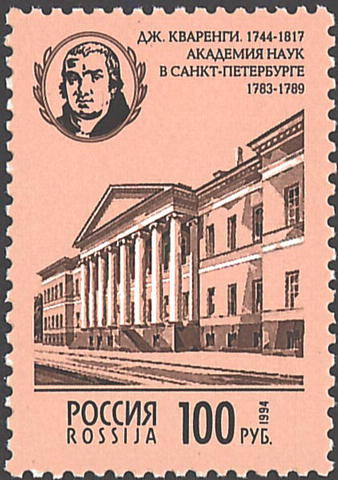
Дж. Кваренги. 1744—1817. Академия наук в Санкт-Петербурге 1783—1789. Почтовая марка России, 1994 г.

Популяризация науки ведёт к образованию и развитию научных сообществ, членами которых являлись многие выходцы из Академии наук: в 1801 году образуется Вольное общество любителей словесности, наук и художеств, в 1817 году учреждается Минералогическое общество, в 1845 году — Русское географическое общество, в 1846 году — Археологическо-нумизматическоe обществo.

#### Устав 1803 года
В конце XVIII — начале XIX веков, в связи с организацией сети университетов и научных обществ функции академии изменились, её деятельность стала носить исследовательский характер. В 1803 году был принят новый устав, определивший функции Академии как ведущего научного учреждения страны, состоявшего из физико-математического и историко-филологического отделений (Академический университет и гимназия прекратили существование).

#### Музеи и обсерватория
В 20-х годах XIX века для Академии в Санкт-Петербурге было построено специальное здание.
По Уставу Академии наук Кунсткамера была преобразована в ряд отдельных музеев: Кабинет Петра Великого, минералогический, ботанический, зоологический и зоотомический музеи с их лабораториями, ботанический сад, нумизматический кабинет, собрание азиатских и египетских древностей и этнографический кабинет.

##### Азиатский музей
11 ноября 1818 года президент Академии наук С. С. Уваров направил письмо в Комитет правления Академии наук об учреждении при Академии Восточного кабинета, определив его хранителем Х. Д. Френа. В декабре 1818 года кабинет стал именоваться Азиатским музеем Академии наук. В его состав вошли:
- библиотека, включавшая в себя все имевшиеся сочинения восточных авторов и работы, им посвящённые;
- рукописи на арабском, персидском, турецком языках, на языках народов Средней Азии и Кавказа;
- китайские, маньчжурские, тибетские, монгольские и другие восточные документы;
- монеты и достопримечательности названных народов и народов, населяющих Сибирь и Дальний Восток (древности из сибирских могил, одежда и утварь айнов, коллекции предметов калмыцкого культа и др.).

Музею в здании Кунсткамеры было отведено несколько комнат первого этажа восточного крыла (окнами на Неву).
Впоследствии некоторые из них стали соответствующими отделами Эрмитажа и других всемирно известных музеев. 1 января 1839 года состоялось открытие Пулковской астрономической обсерватории, которая сразу же заняла ведущее место в мировой астрономической науке. Первым её директором был В. Я. Струве, вторым — его сын О. В. Струве.

#### Периодические академические издания

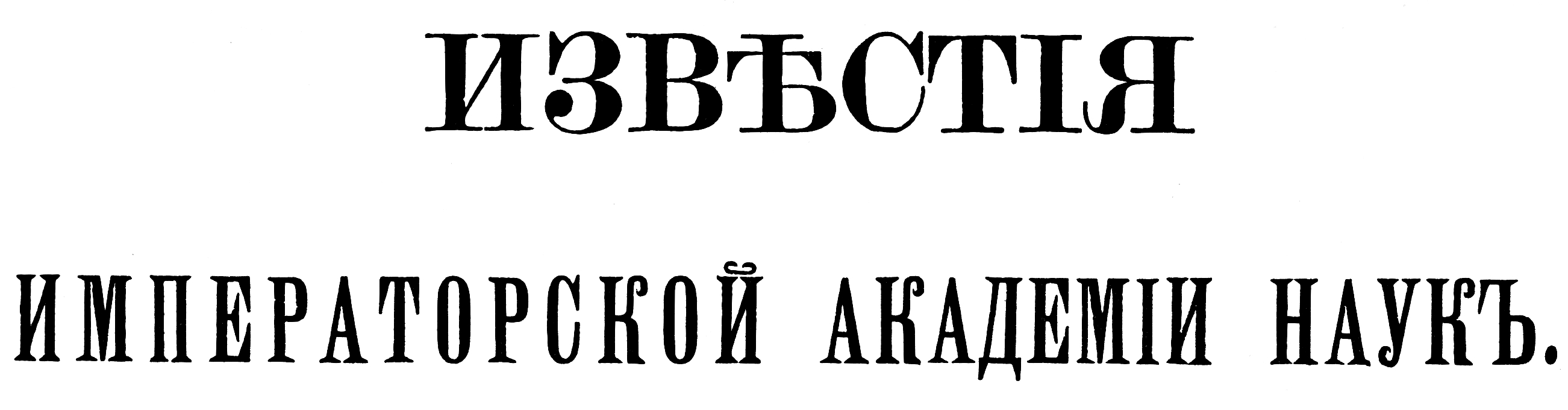
Известия ИАН, 1912 г.

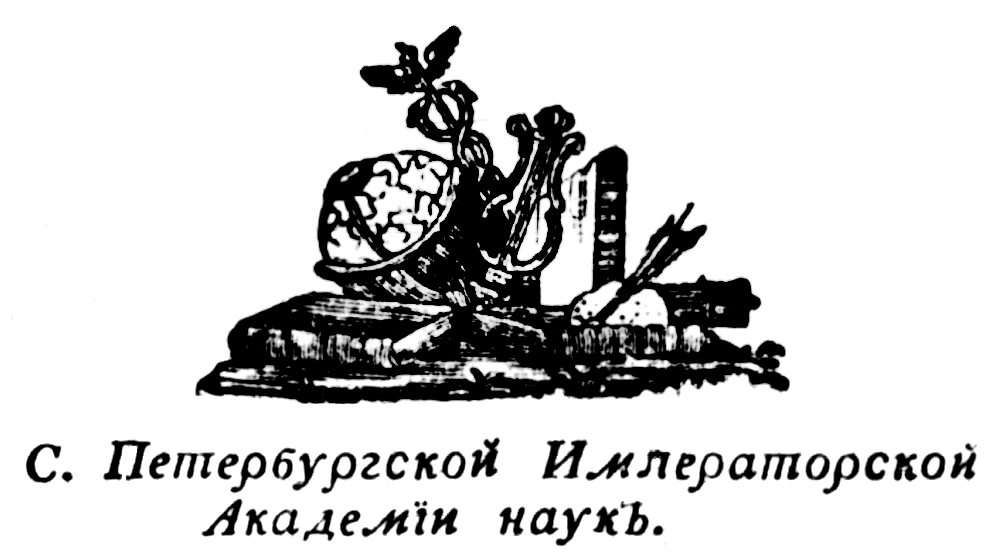
Известия Санкт-Петербургской императорской академии наук, 1800

В 1804 году Академия наук начала издание нового печатного органа — «Технологического журнала, или Собрания сочинений и известий, относящихся от технологии, и приложения учиненных в науках открытий к практическому употребления», выходившего под таким названием до 1815 года, а в период 1816—1826 годов — под именем его «Продолжения». Выход журнала отражал стремление укреплять связи науки с практикой. На русском языке стали выходить и периодические научные издания «Умозрительные исследования», «Труды Академии наук».

#### Члены-корреспонденты и почётные члены Академии
Увеличилось число членов-корреспондентов и почётных членов Академии, среди которых были Н. И. Гнедич, В. М. Головнин, Н. И. Греч, В. И. Даль, Н. М. Карамзин, К. Х. Ф. Ледебур, Н. И. Пирогов, Н. А. Полевой, О. И. Сенковский, Х. Х. Стевен, А. С. Шишков и многие другие выдающиеся деятели отечественной культуры, знаменитые путешественники и естествоиспытатели.

#### Иностранные члены Академии
О высоком авторитете Академии свидетельствует и тот факт, что среди её иностранных членов мы видим имена блистательных писателей и ученых XIX века, например, А.-М. Ампера, Ж.-Л. Гей-Люссака, Т. Г. Гексли, У. Гершеля, И. В. фон Гёте, А. фон Гумбольдта, Ч. Р. Дарвина, Ж. Кювье, Ч. Лайеля, Ю. фон Либиха, Т. Р. Мальтуса, О.-Л. Коши, Ж.-Б.-Ж. Фурье.

#### Географические экспедиции
Начало XIX века стало новым ярким этапом в истории русских географических исследований. В 1803—1806 годах было осуществлено первое кругосветное путешествие под руководством И. Ф. Крузенштерна и Ю. Ф. Лисянского, в котором участвовали члены Академии В. Тилезиус фон Тиленау и Г. И. Лангсдорф. В первой половине XIX века российское правительство организовало около 50 крупных морских путешествий, в которых, как правило, участвовали натуралисты Академии. Выдающимся событием в развитии географических исследований стала первая русская антарктическая экспедиция 1819—1821 годов под руководством Ф. Ф. Беллинсгаузена и М. П. Лазарева, которая впервые в истории приблизилась к шельфовым ледникам Антарктиды. Эти экспедиции превратили Санкт-Петербург в один из центров мировой географии. Ценность зоологических коллекций и ботанических гербариев тех лет в наши дни многократно возросла. Только по ним мы можем судить о видах, исчезнувших за последние два столетия.

#### Математика и механика
Подробнее см. История математики в России. XIX век.
Проблемы анализа, математической физики, механики получили развитие в исследованиях выдающихся математиков М. В. Остроградского и В. Я. Буняковского. Показателем успехов университетской науки в эти годы может служить опередившее своё время открытие неевклидовой геометрии гениальным русским математиком Н. И. Лобачевским.
К числу крупнейших математиков XIX века принадлежит Пафнутий Львович Чебышёв. Им созданы новые направления в математическом анализе, теории функций, теории вероятностей и теории чисел, решены труднейшие задачи большой давности, не поддававшиеся усилиям его предшественников. Величайшей заслугой П. Л. Чебышёва является также создание знаменитой Петербургской математической школы. А. Н. Коркин, Е. И. Золотарёв, А. А. Марков, A. M. Ляпунов, В. А. Стеклов — это далеко не полный список блестящих представителей его школы. Знаменитый ученик Чебышёва, основоположник математической теории устойчивости A. M. Ляпунов писал: «П. Л. Чебышёв и его последователи остаются постоянно на реальной почве, руководствуясь взглядом, что только те изыскания имеют цену, которые вызываются приложениями (научными или практическими), и только те теории действительно полезны, которые вытекают из рассмотрения частных случаев. Детальная разработка вопросов, особенно важных с точки зрения приложений и в то же время представляющих особенные теоретические трудности, требующие изобретения новых методов и восхождения к принципам науки, затем обобщение полученных выводов и создание этим путём более или менее общей теории — таково направление большинства работ П. Л. Чебышёва и ученых, усвоивших его взгляды». Эта цитата точно характеризует методологические взгляды Петербургской математической школы.
С тех пор Россия является одним из мировых лидеров в области математики.

#### Физика
Большое значение для разработки фундаментальных проблем аэродинамики имели труды Н. Е. Жуковского и С. А. Чаплыгина, астрономии — В. Я. Струве, Ф. А. Бредихина и А. А. Белопольского. В историю науки вошли: открытие электрической дуги В. В. Петровым; исследования Э. Х. Ленца, сформулировавшего закон теплового действия тока, а также фундаментальное правило, определяющее направление индуцированных токов, Б. С. Якоби изобрёл гальванопластику и судовой электродвигатель. А. Г. Столетов и П. Н. Лебедев осуществили фундаментальные исследования электромагнитных процессов. Выдающийся вклад внёс А. С. Попов в изобретение радио в конце XIX века.

#### Химия
Вторая половина XIX века характеризуется расцветом химической науки в России. Большой вклад в неё внесли Д. И. Менделеев — творец периодической системы химических элементов, Н. Н. Зинин — основатель школы химиков-органиков и A. M. Бутлеров — создатель теории химического строения.

#### Биология
Биологические науки в Академии в XIX в. представляли К. М. Бэр — основоположник сравнительной эмбриологии животных, А. О. Ковалевский — основатель эволюционной эмбриологии, А. С. Фаминцын — создатель эволюционной физиологии растений и автор гипотезы симбиогенеза. На рубеже XIX—XX веков Россия дала миру такие имена, как Д. И. Ивановский — первооткрыватель вирусов, И. И. Мечников — один из первых Нобелевских лауреатов, раскрывший клеточные механизмы иммунитета, И. П. Павлов — Нобелевский лауреат, открывший условные рефлексы.

#### Геология
В. М. Севергин первым разработал систематику минералов, создал фундаментальный труд по топоминералогии России; первую геологическую карту Европейской части страны составил Г. П. Гельмерсен; Е. С. Фёдоров заложил основы современной структурной кристаллографии; под руководством А. П. Карпинского началось систематическое геологическое картирование России; Б. Б. Голицын создал основы сейсмометрии.
Трудами В. И. Вернадского заложены основы новых наук — геохимии, а позднее радиохимии и радиогеологии. Его учение о биосфере и ноосфере играет сегодня большую роль в решении экологических проблем. Крупнейшим открытием, относящимся к истории Земли, стало установление нового периода палеозоя, названного Пермским.
В этот период были открыты первые значительные месторождения платины на Урале, урана — в Фергане, нефти — в районе Баку, золота и угля — в Сибири.

#### Филология и история
Важной задачей академии наук было совершенствование русского языка. В Отделении русского языка и словесности наряду с крупными лингвистами состояли крупные русские писатели П. А. Вяземский, В. А. Жуковский, И. А. Крылов, И. А. Гончаров, Ф. М. Достоевский, А. Н. Майков, И. С. Тургенев, А. Н. Островский, А. К. Толстой, Ф. И. Тютчев, А. А. Фет, А. С. Хомяков и другие.
Академик Я. К. Грот установил нормы русского правописания, которые сохранялись до реформы 1918 года, а также составил Словарь, не утративший значения до сих пор. Академик А. Х. Востоков, исследователь памятников древнеславянской письменности, издал «Остромирово Евангелие» (1843). В XIX веке учёные-историки привлекли внимание общества к богатству отечественной истории. В 1818 году начала публиковаться «История государства Российского» Н. М. Карамзина, избранного в том же году почётным членом Академии. По образному выражению А. С. Пушкина, «история России была найдена Карамзиным, как Америка Колумбом». Россия познавала свою историю и стараниями академиков-историков С. М. Соловьёва, В. О. Ключевского, Т. Н. Грановского и других.
В первой четверти XIX века государственному деятелю Н. П. Румянцеву удалось объединить учёных, сделавших своей профессией собирание, изучение и издание документов российской истории, — К. Ф. Калайдовича, И. И. Григоровича, А. Х. Востокова, П. М. Строева и других. Была осуществлена археографическая экспедиция Академии (1828—1834). Стали доступными Лаврентьевская, Троицкая, Ипатьевская летописи, Судебник 1497 года. Н. П. Румянцев собрал коллекцию рукописей и книг, ставших основой Румянцевского музея. Широкую известность получили фундаментальные исследования филологов И. И. Срезневского, В. И. Даля, А. А. Шахматова. Трудами В. Р. Розена, В. В. Радлова, В. В. Бартольда, Ф. И. Щербатского, С. Ф. Ольденбурга и других были заложены основы теперь всемирно известных востоковедческих школ.

#### Академические премии
Высокий научный и общественный статус членов Академии в значительной степени определялся и тем, что многие из них являлись профессорами высших учебных заведений. Именно Академия присуждала наиболее престижные премии в области науки.
Активно работали фонды Демидовской, Уваровской и Пушкинской премий. Были учреждены премии имени Ф. Ф. Брандта, В. Я. Буняковского, К. М. Бэра, Г. П. Гельмерсена, митрополита Макария (Булгакова) (Макариевская премия), графа Д. А. Толстого. В 1865 году столетие со дня смерти М. В. Ломоносова было отмечено новой ежегодной премией имени выдающегося российского учёного.

#### Разряд изящной словесности
В декабре 1899 года, когда отмечалось 100-летие со дня рождения А. С. Пушкина, при Отделении русского языка и словесности появился Разряд изящной словесности, в задачи которого входило составление Словаря русского языка и аннотированное издание произведений русских писателей.
В состав Разряда изящной словесности избирались и почётные академики из числа писателей, художников и литературных критиков. Во время первых выборов в январе 1900 года были избраны общепризнанные «властители дум» России — Л. Н. Толстой, А. Ф. Кони, Aлексей M. Жемчужников, В. Г. Короленко, А. П. Чехов, B. C. Соловьёв, В. В. Стасов. В последующие годы почётными академиками стали К. С. Алексеев (Станиславский), И. А. Бунин, Алексей Н. Веселовский и другие. И хотя вокруг выборов иногда возникали бурные споры и даже скандалы, как это было при избрании A. M. Горького, деятели литературы и искусства высоко ценили избрание их почётными академиками, рассматривали его не только как проявление внимания Академии наук к отечественной культуре, но и как акт общероссийского признания.

#### Перевод текущей документации Академии на русский язык
С 1841 года протоколы Академии стали вести на русском языке (до этого они велись на французском языке). Однако Историко-филологическое и Физико-математическое отделения перешли на русский язык только в 1864 году.

## Членство
Первоначально была создана двухступенчатая система членства — адъюнкт и академик. В 1759 году было введено звание члена-корреспондента. В Регламенте 1803 года появилась ещё одна академическая ступень, переходная от адъюнкта к ординарному академику, — экстраординарный академик. Так к началу XIX в. сформировалось пять степеней в академической иерархии: почётный член, член-корреспондент, адъюнкт, экстраординарный академик, ординарный академик. Эта система продержалась до 1927 года.

## Здания академического комплекса
Вначале Петербургская академия наук располагалась в доме П. П. Шафирова на Городском острове, а также в соседних с ним зданиях: бывшем доме графа Зотова, где разместилась академическая канцелярия, и доме князя Гагарина, с 1728 года — на Васильевском острове, в здании Кунсткамеры и стоявшем рядом дворце царицы Прасковьи Фёдоровны. После сноса дворца в 1820-х годах там был возведён Южный пакгауз (Университетская наб., 1), также используемый для размещения академических фондов.
Здание Кунсткамеры стало с начала XVIII в. символом Академии наук.
В 1783—1789 годах архитектором Дж. Кваренги для Академии было построено новое здание на Университетской набережной, 5. Сейчас это здание является памятником архитектуры строгого классицизма, звено ансамбля Стрелки Васильевского острова и Университетской набережной. В нём размещались академические магазины (склады), книжная лавка и квартиры служащих.
Главный фасад трёхэтажного прямоугольного в плане здания обращён на Большую Неву. Нижний цокольный этаж облицован гранитом. Торжественные гранитные лестницы ведут на площадку у главного входа в вестибюль на втором этаже. Сохранилась отделка интерьеров конференц-зала и парадной лестницы, на площадке которой в 1925 году установлено мозаичное панно М. В. Ломоносова «Полтавская баталия».
В комплекс здания Академии наук входил Музейный флигель, в котором в 1831 году были размещены коллекции Ботанического, Зоологического и Азиатского музеев (Менделеевская линия, 1 — Таможенный переулок, 2).
В настоящее время в здании на Университетской ул. 5 размещаются Санкт-Петербургский научный центр и
Санкт-Петербургское отделение Российской академии наук.

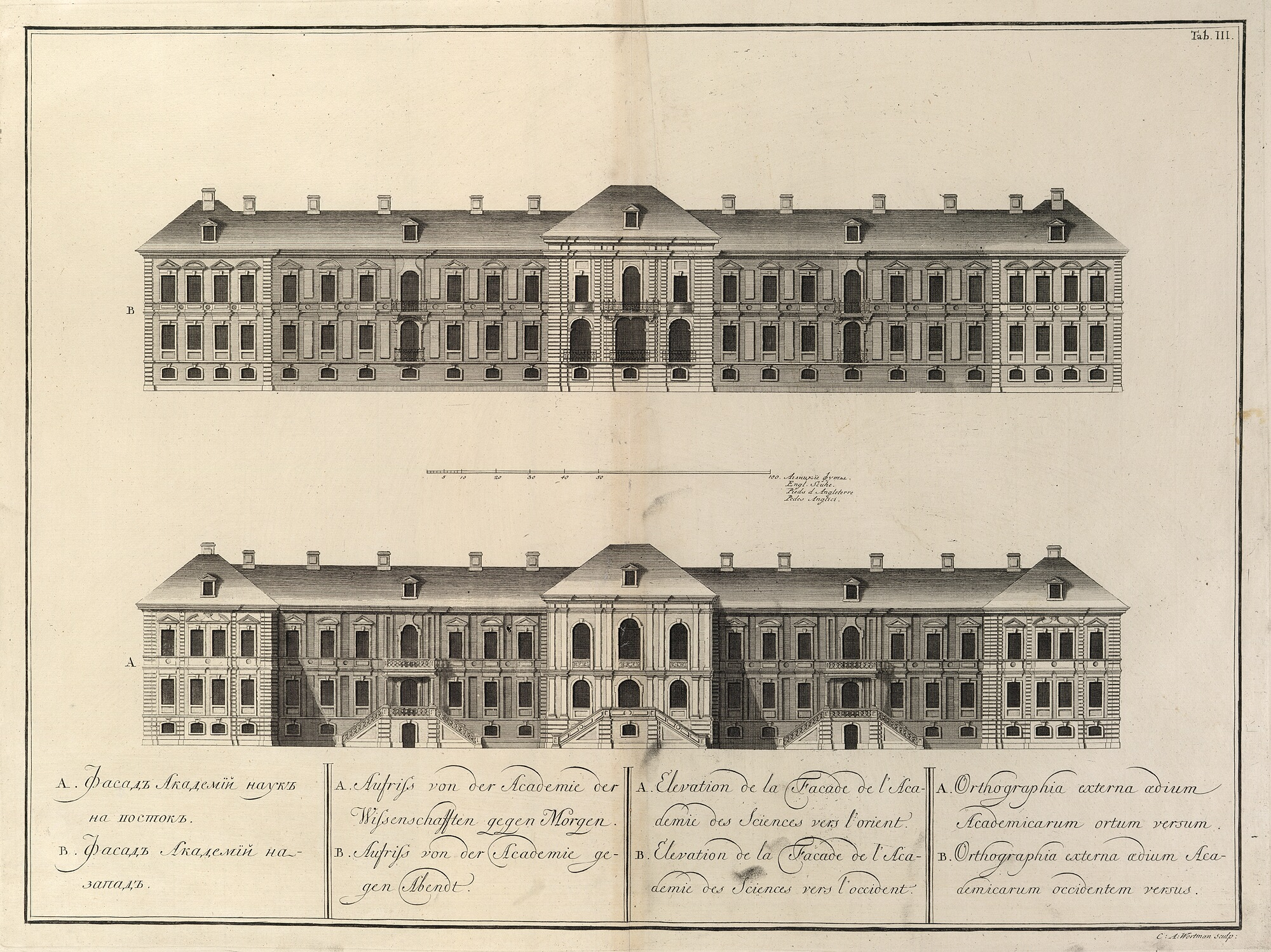
План дворца Прасковьи Фёдоровны, который Академия использовала до сноса в 1820-е (Университетская наб., 1)
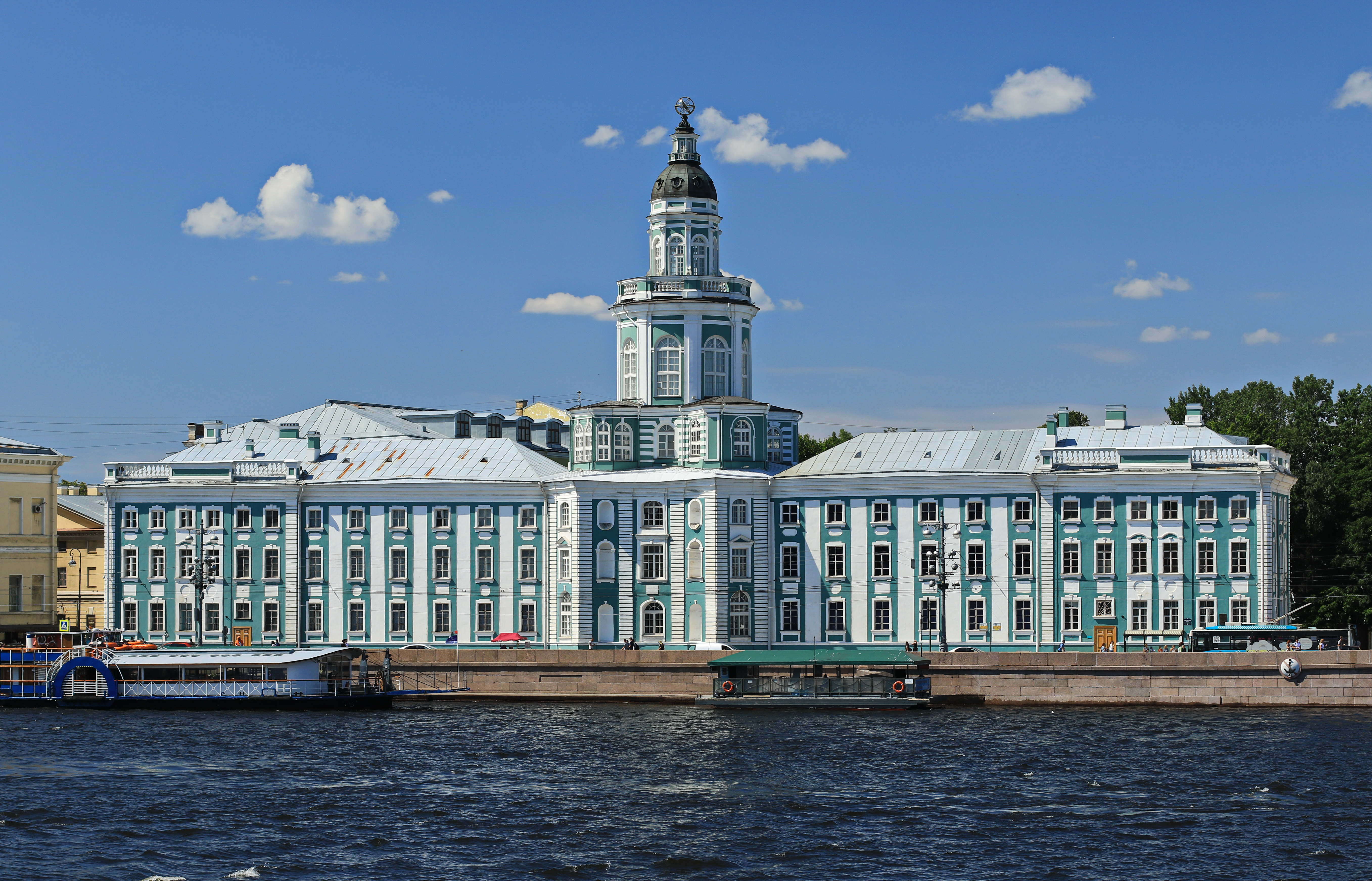
Здание Кунсткамеры (Университетская наб., 3)
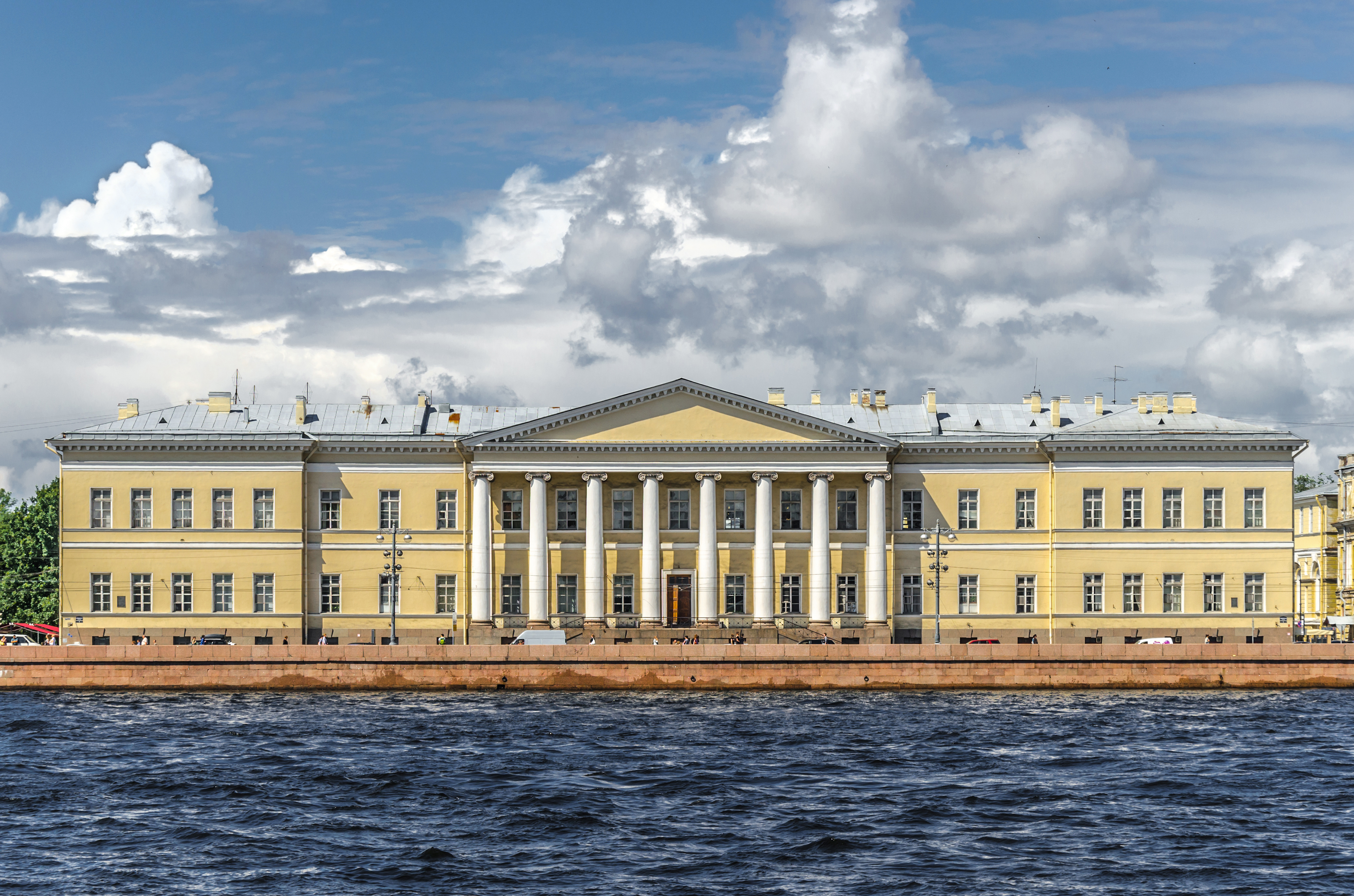
Здание Петербургской академии наук на Васильевском острове (Университетская наб., 5)

## Руководство
Президенты Петербургской академии наук не избирались, а назначались правящим монархом. Многие президенты Петербургской академии не были профессиональными учёными.
Первым президентом Академии стал автор проекта положения о её учреждении и её организатор — лейб-медик Петра I Лаврентий Лаврентьевич Блюментрост. После 1727 года он практически передал управление академией своему секретарю Шумахеру. Покинул президентский пост в связи с опалой.
Барон фон Корф начал составление первого регламента (устава) Академии.
Первым русским президентом был назначен 18-летний граф К. Г. Разумовский, младший брат фаворита императрицы Елизаветы Петровны. В 22 года К. Г. Разумовский стал гетманом Войска Запорожского и с 1750 по 1764 год жил в городе Глухове. Первые 15 лет президентства графа Разумовского канцелярией академии управлял его воспитатель Григорий Теплов, назначенный указом императрицы асессором канцелярии Академии. После опалы Разумовского в Академию направлялись директора, однако формально он оставался президентом. Разумовский был президентом Академии 52 года — дольше всех президентов Петербургской академии за всю историю её существования.
Княгиня Дашкова — не только первая и единственная женщина-руководитель Петербургской академии наук, но и первая в мире женщина, управляющая академией наук. Одновременно была директором Петербургской академии наук и президентом Академии Российской.
Павел Бакунин стал вице-директором в 18 лет, директором — в 20. Вице-директор Ржевский в 1772 году, во время отъезда директора Орлова, исполнял его обязанности.
Список руководителей Академии:
- 07.12.1725 — 06.06.1733 — Лаврентий Лаврентьевич Блюментрост
- 09.08.1733 — 23.09.1734 — Герман Карл фон Кейзерлинг
- 23.09.1734 — 27.03.1740 — Иоганн-Альбрехт фон Корф
- 24.04.1740 — 15.04.1741 — Карл фон Бреверн
- 21.05.1746 — 15.04.1798 — Кирилл Григорьевич Разумовский

В период президентства К. Г. Разумовского был создан «институт» директоров Академии наук:
1. 05.10.1766 — 05.12.1774 — Владимир Григорьевич Орлов; 29.05.1771—25.10.1773 — Алексей Андреевич Ржевский, вице-директор
2. 01.07.1775 — 15.01.1783 — Сергей Герасимович Домашнев
3. 24.01.1783 — 12.11.1796 — Екатерина Романовна Дашкова; 12.08.1794—12.11.1796 — Павел Петрович Бакунин, вице-директор
4. 12.11.1796 — 08.04.1798 — Павел Петрович Бакунин

- 15.04.1798 — 06.02.1803 — Андрей Львович (Генрих Людвиг) фон Николаи
- 14.02.1803 — 03.04.1810 — Николай Николаевич Новосильцов (Новосильцев)
- 12.01.1818 — 04.09.1855 — Сергей Семёнович Уваров
- 26.11.1855 — 19.02.1864 — Дмитрий Николаевич Блудов
- 23.02.1864 — 25.04.1882 — Фёдор Петрович (Фридрих Бенжамен) Литке (Лютке)
- 25.04.1882 — 25.04.1889 — Дмитрий Андреевич Толстой
- 03.05.1889 — 02.06.1915 — Великий князь Константин Константинович (псевдоним «К. Р.»).

В 1724—1725, 1741—1746, 1810—1817 и 1915—1917 годах президентов в Академии наук не было.